# クリスチャン・ブレンデン
クリスチャン・ブレンデン（Kristian Brenden、1976年6月12日 - ）は、ノルウェー、リレハンメル出身の元スキージャンプ選手。

## プロフィール
ブレンデンは1996年2月18日にアイアンマウンテン (ミシガン州) でスキージャンプ・ワールドカップにデビューし、24位となった。
翌1996-1997シーズンからワールドカップに本格参戦、11月30日に地元リレハンメルで2位に入ると翌12月1日にはワールドカップ初勝利をあげ総合で自己最高の7位となった。
1997-1998シーズンもワールドカップ2勝目をあげるなど好調で、長野オリンピック代表に選ばれ、ノーマルヒル8位、ラージヒル13位、団体戦4位となった。シーズン総合では12位だった。
1999年ノルディックスキー世界選手権では団体戦6位、ラージヒル17位、ノーマルヒル14位となり、このシーズンのワールドカップ総合は22位だった。
以降は成績が振るわず、2001年24歳で現役を引退した。ワールドカップ通算2勝（2位2回、3位4回）。